# Поймать ведьму
«Поймать ведьму» (англ. «Catch The Witch») — дебютный кинофильм ужасов с элементами чёрного юмора режиссёров Андрея Шальопы и Кима Дружинина. Фильм является своего рода неофициальным продолжением американского фильма «Ведьма из Блэр» и имеет схожий сюжет. Премьера состоялась 6 сентября 2008 года в кинотеатре «Восход» города Санкт-Петербурга исключительно для СМИ, участников проекта и дистрибьютеров. В качестве почётного гостя был приглашен публицист Дмитрий Пучков, который впоследствии написал рецензию на фильм. Поскольку создателям фильма отказали в российском прокате, он был выложен в интернет для бесплатного скачивания. Часть актёров фильма являются выпускниками Петербургской академии театрального искусства. В фильме присутствует нецензурная лексика.
Слоган фильма: «Не надо бояться…»

## Сюжет
Фильм начинается с того, что пятеро друзей: Фил, Антон, Кристина, Лиза и Алекс сидят на кухне и обсуждают фильм «Ведьма из Блэр». Всё происходящее они снимают на бытовую видеокамеру. Некоторые из них считают, что события, показанные в фильме, правда, но чтобы не привлекать внимание туристов к опасному месту, умело замаскированы под вымысел. Приводятся различные аргументы, например, последующие роли у актёров незначительные, и фильмы с их участием невозможно приобрести. Затем друзья договариваются поехать на место съемок фильма и проверить достоверность показанных событий.
Во время ожидания рейса в Мэриленд в аэропорту группа представляет зрителям друг друга. Далее идут съемки перелета в США.
По прилёте ребята опрашивают местных жителей о ведьме и размещаются на ночь в отеле. На следующее утро они отправляются в лес, оставив машину на обочине. Съёмки ведутся на две камеры, в основном снимают Антон и Лиза. Через некоторое время похода туристы делают привал и обнаруживают, что на всех мобильных телефонах нет сигнала сети, а чуть спустя находят на земле фигуру человека, выложенную из мха. К вечеру туристы останавливаются на ночлег, ставят палатку, ужинают и ложатся спать.
Наутро обнаруживается, что Фил пропал, а вместе с ним компас и карта. Все сходятся во мнении, что Фил вернулся обратно, и продолжают поход. После дня пути туристы выходят к ручью, которого не было на карте, и разбивают лагерь. Ночью компания друзей разбужена непонятными звуками, все напуганы. Девочки будят Алекса и просят ребят выйти посмотреть, что является источником звука. Выйдя из палатки, они обнаруживают небольшие пирамиды из камней, Антон напуган, а Алекс предлагает ему идти спать. Антон поражается хладнокровию Алекса, но вскоре соглашается.
Проснувшись, туристы обнаруживают на дереве висящую голову в кепке Фила. Бесстрашный Алекс поднимается по веревке и сбрасывает её на землю. Голова оказывается муляжом, сделанным из бумаги. Кристину охватывает истерика и после долгих споров она убеждает всех вернуться назад. Пытаясь вернуться, после нескольких часов ходьбы они возвращаются на то же место, сделав круг. Никто не может объяснить происходящее, и туристы делают ещё попытку, но снова по кругу возвращаются обратно. Антон проводит эксперимент, бросив палку в ручей, проверяя тем самым, закольцован ли тот, а Алекс устраивает рыбалку. Не дождавшись палки, туристы уговаривают Алекса пойти ещё раз, но снова возвращаются обратно.
Пытаясь разобраться в аномалии, Антон предлагает пройти ещё круг. Алекс отказывается, поскольку намерен готовить обед, предлагает оставить всем свои рюкзаки. Антон, Лиза и Кристина уходят. По пути теряется Кристина, в попытках найти её Антон и Лиза теряют друг друга из виду. Антон в поисках Лизы бежит по лесу, но что-то неожиданное нападает на него, он теряет камеру, и всё смолкает. Камера выключается. С Лизой происходит то же самое.
Вскоре Алекс находит и включает камеру сначала Лизы, затем Антона. Он возвращается в лагерь, когда уже темнеет, приматывает фонарик к камере и отправляется на поиски друзей. Пробираясь через лес, Алекс обнаруживает старый дом. Алекс входит в дом, в попытках обследовать его, но неожиданно на него кто-то нападает. Положив камеру на пол, Алекс вступает в схватку, после которой видит Кристину и пытается объяснить ей, что всё увиденное — это морок, видения. На камере садится батарейка и запись обрывается.
В последних эпизодах мы видим интервью всех участников похода, которые рассказывают о дальнейших событиях. Фил отлучился в лес на некоторое время, а когда вернулся, лагеря уже не было, после недолгих поисков отправился в город и вызвал полицию. Лиза помнит только, как они собрались все вместе и вышли из леса. Антон не помнит, как потерял камеру, но помнит, что стоял по колено в воде, когда его окликнул Алекс. Кристина все время слышала голоса и ей было плохо, описывает ведьму. Алекс рассказывает про схватку с ведьмой и как нашёл ребят.

## В ролях
| Актёр             | Роль                     |
| ----------------- | ------------------------ |
| Андрей Шальопа    | Алексей Комаров (Алекс)  |
| Ким Дружинин      | Антон Варро              |
| Оксана Рысинская  | Лиза Громова             |
| Наталья Зыбенкова | Кристина Волкова         |
| Сергей Патраков   | Александр Филиппов (Фил) |

## Съёмочная группа
- Сценарий и постановка
  - Андрей Шальопа
  - Ким Дружинин
- Музыка
  - Сергей Патраков
- Операторы
  - Виктор Худи
  - Алексей Бегун
  - Виктор Живанович
  - Евгений Анцупов

## Съёмки
По словам создателей фильма начать данную работу их побудил вышедший в 1999 году фильм Ведьма из Блэр. В 2006 году появлявилась идея снять подобное кино, только вместо «трёх избалованных студентов» на экране должны появиться обычные люди. Поначалу создатели хотели ограничиться написанием только сценария, но из-за низкой стоимости проекта было решено отснять весь материал без посторонней помощи.
В целом начало фильма и развитие событий схоже с оригинальным фильмом. В сюжете переплетаются страх, отчаяние, чёрный юмор, но ближе к финалу развязка всё больше и больше отличается от своего знаменитого предшественника.
Режиссёр и продюсер фильма Андрей Шальопа о фильме:

Это самостоятельное произведение, в котором материал первоисточника был использован как повод для исследования природы человеческого ужаса через призму нашей национальной ментальности.
Съёмки фильма, имитировавшие леса Мэриленда, проходили недалеко от города Выборг. Для правдоподобности весь материал отснят на две бытовые видеокамеры. 7 сентября 2008 в Санкт-Петербурге состоялась премьера. Андрей Шальопа выступил в роли продюсера фильма, а также режиссёра, сценариста и исполнителя главной роли. Ким Дружинин стал вторым продюсером и сценаристом, и также исполнил одну из ролей. Песню, играющую в конце фильма, написал и исполнил вместе со своей группой Сергей Патраков.

## Критика
Фильм был неоднозначно принят зрителями, рейтинг на сайте КиноПоиск составил 6.3 из 10 на основании 156 голосов. К минусам фильма относят неубедительную игру некоторых актёров, некоторую степень пародии на «Ведьму из Блэр», предсказуемость сюжетной линии.
На премьеру фильма в качестве почётного гостя был приглашен публицист Дмитрий Пучков. Как он позднее написал на своём сайте:

С одной стороны — гигантского рекламного бюджета не было. С другой стороны — в рамках жанра снято и сделано достаточно ловко. А главное, придуман оригинальный сюжет, написаны отличные диалоги, добротно сыграны роли, всё удачно смонтировано.
 Дмитрий отметил, что в наше время для хорошего фильма не нужны «ни мега-декорации, ни спецэффекты», нужны обычные люди и интересные диалоги.